# Alhué
Alhué is een gemeente in de Chileense provincie Melipilla in de regio Región Metropolitana. Alhué telde 6.444 inwoners in 2017 en heeft een oppervlakte van 845 km².